# 空 〜美しい我の空
「空 〜美しい我の空」（そら うつくしいわれのそら）は、剛 紫名義のシングルとして発売した、堂本剛の通算7枚目のシングル。2009年4月10日に発売された。発売レーベルは美 我 空 レコード、発売元はジャニーズ・エンタテイメント。

## 解説
- この作品では、レーベル名を｢美 我 空 レコード｣として発売されている。なお、規格品番のジャンルコードは、前作より引き続きJECR-のままで変更されていない。
- 2013年現在、「剛 紫」名義で発売された唯一のシングルである。
- 自身の30歳の誕生日である2009年4月10日を考慮して発売されたシングルであるため、日本国内においてCD発売日として多い水曜日ではなく、誕生日である金曜日が発売日となっている。
- アルバム『美 我 空 - ビ ガ ク 〜 my beautiful sky』と同時発売された。『美 我 空 － ビ ガ ク 〜 my beautiful sky』にはこの曲は収録されていない。
- このシングルには初回、通常など2種以上存在せず、1種のみの販売である。

## チャート成績
2009年4月20日付のオリコンチャートで初週4.4万枚を売り上げ、初登場1位を獲得した。堂本剛ソロシングル関連では、通算6作目のオリコンシングルチャート1位を獲得した。

## 収録曲
1. 空 〜美しい我の空
（作詞・作曲・編曲:剛 紫）
故郷の奈良の空をテーマに描いたバラード。雅楽師の東儀秀樹が関わっている。
2. 空 〜美しい我の空 (Backing Track)

## 参加ミュージシャン
- 十川知司: Programming, Acoustic Piano
- ひぐちしょうこ: Drums
- 吉田建: Bass
- 西川進: Guitar
- 名越由貴夫: Guitar
- 東儀秀樹: 笙, 篳篥
- 野田美香: 琴